# La Fàbrica (Artesa de Segre)
La Fàbrica és un conjunt del municipi d'Artesa de Segre (Noguera) que forma part de l'Inventari del Patrimoni Arquitectònic de Catalunya. Era una fàbrica de filats de cotó amb 8660 peus, que donava feina a 259 treballadors. Feta de segle xx va quedar en desús el 1965.

## Descripció
És un edifici industrial aïllat, amb un cos principal d'administració i un cos lateral més allargat de treball. El cos principal, simètric, remarca l'entrada i l'espai de rebedor. Ràfecs assenyalant les alçades de planta baixa i pis. Finestres d'arc rebaixat. El cos lateral, més neutre estilitza els recursos constructius per donar-li més ritme, tot potenciant una mena de rosassa de totxo ceràmic. És l'element més important de l'edifici noucentista.

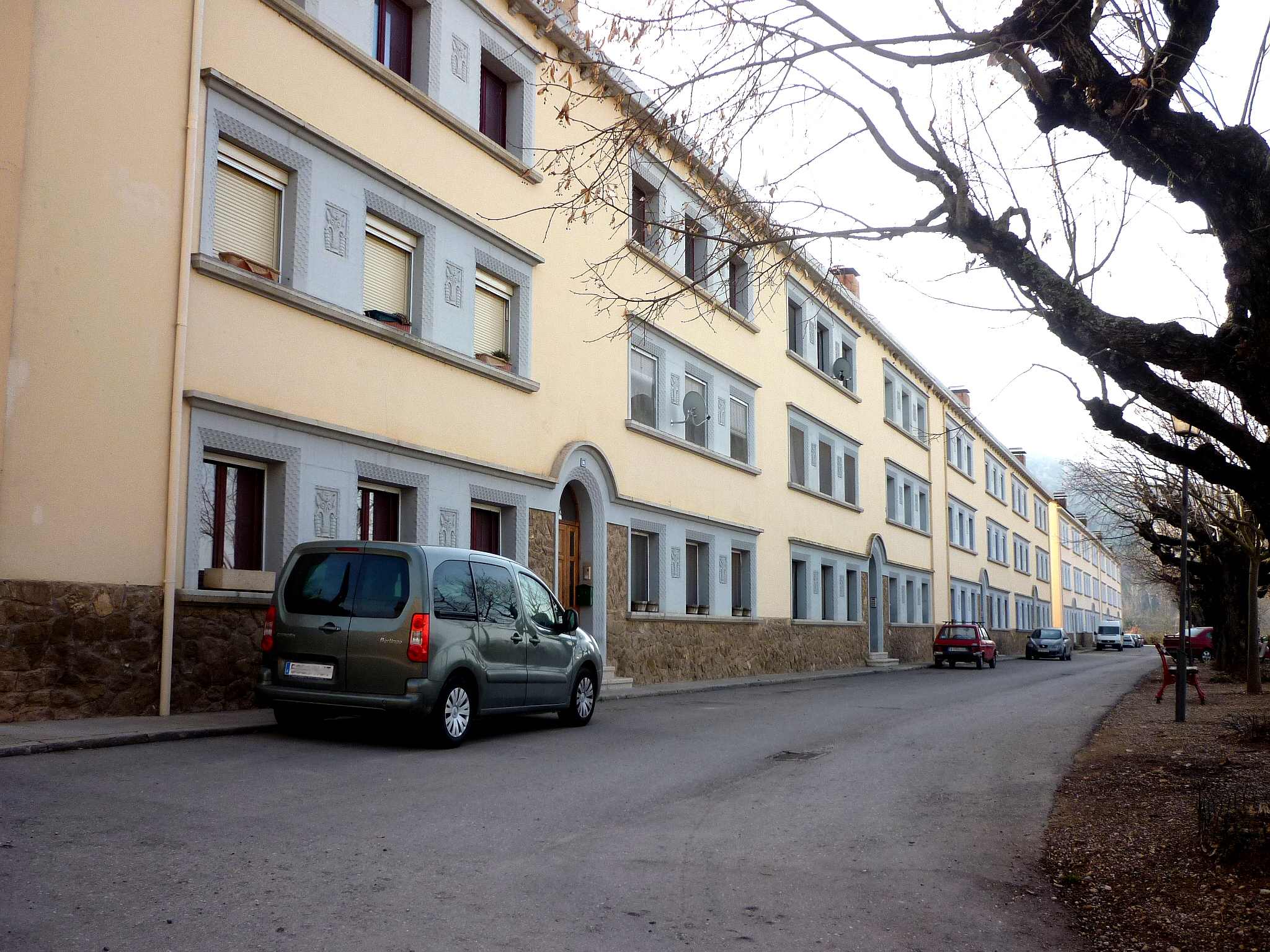
Habitatges dels treballadors

L'habitatge del cap és una casa unifamiliar aïllada de planta baixa i pis. Aquesta està feta d'elements de totxo ceràmic que remarquen les alçades i les línies horitzontals d'aquesta. Molt decorada i ús de fusta en les finestres.
Els habitatges dels treballadors són habitatges en filera de planta baixa i dos pisos amb sòcol de pedra. L'accés consisteix en un arc de mig punt i composició, en general, simètrica i predomina l'horitzontalitat. Finestres agrupades per tal de remarcar l'horitzontalitat i balconeres que fan de contrapunt.